# Altmünster
Altmünster (in austro-bavarese Oidmünsta) è un comune austriaco di 9 860 abitanti (2022) nel distretto di Gmunden, in Alta Austria; ha lo status di comune mercato (Marktgemeinde). La fascia di età più numerosa è compresa tra i 18 e i 64 anni.
Nel 1861 ha inglobato il comune soppresso di Neukirchen, che era stato istituito per scorporo dalla stessa Altmünster nel 1850. L'88% proviene dall'Austria e solo il 12% dall'estero.

## Geografia fisica
Altmünster si trova ad un'altitudine di 442 m nel Salzkammergut settentrionale e appartiene tradizionalmente al Traunviertel. Si estende dalla regione sommitale occidentale dell'Höllengebirge (1708 m) fino al Gmundnerberg (884 m).
Il territorio comunale comprende le seguenti dieci località (numero di abitanti tra parentesi al 1 gennaio 2019):
- Altmünster (4514)
- Eben (207)
- Ebenzweier (104)
- Eck (661)
- Gmundnerberg (235)
- Grasberg (684)
- Mühlbach (213)
- Nachdemsee (542)
- Neukirchen (2548)
- Reindlmühl (74)

## Storia
È storicamente certo che la zona di Altmünster è stata abitata ininterrottamente fin dall'età del bronzo. Ciò è dimostrato da vari ritrovamenti nella zona di Brennbühel (terrazza di ghiaia ai piedi del Gmundnerberg, resti di palafitte nell'area del lido di Gmundner e una lapide romana che può essere vista nella chiesa parrocchiale.)
Altmünster viene menzionata per la prima volta nel 909 come sede di un monastero chiamato "Trunseio". Originariamente situata nella parte orientale del Ducato di Baviera, la città appartiene al Ducato d'Austria dal XII secolo. Dal 1490 è attribuito al Principato d'Austria sopra l'Enns. Durante le guerre napoleoniche il luogo fu occupato più volte.
Altmünster è stata una comunità indipendente dalla creazione delle comunità locali dopo il 1848/49, che all'epoca contava 4 000 abitanti. Già nel 1861 le comunità indipendenti di Neukirchen (solo questa comunità catastale) e Ort[h] furono sciolte, da quest'ultima giunsero ad Altmünster le comunità catastali di Ort e Gmundnerberg. Dal 1918 la comunità appartiene allo stato federale dell'Alta Austria.

## Monumenti e luoghi d'interesse
- Chiesa di San Benedetto, chiesa parrocchiale di Altmünster. La parrocchia più antica nell'area del decanato di Gmunden.
- Chiesa di Reindlmühl, costruita nel 1955/56 su progetto di Gottfried Nobl. È dedicato a San Giuseppe. Gottfried Nobl è stato capomastro a Linz dal 1959 al 2005. Nel 1977 è stata costruita una cappella dietro la chiesa come camera mortuaria.[5]
- Castel Traunsee
- Castello di Ebenzweier
- Museo dell'auto d'epoca. Il museo mostra più di 200 anni di storia di biciclette e moto.[5]

## Amministrazione

### Gemellaggi
- Düren[senza fonte]